# Осми дан у недељи
„Осми дан у недељи” је југословенски ТВ филм из 1989. године. Режирао га је Божидар Бота Николић а сценарио је написао Жељко Мијановић.

## Улоге
| Глумац               | Улога                    |
| -------------------- | ------------------------ |
| Мирко Бабић          | Никола                   |
| Даворка Даша Боснић  | Јелена, певачица циганка |
| Неда Арнерић         | Соња, Николина супруга   |
| Невен Бошковић       |                          |
| Михајло Брибишевић   |                          |
| Никола Диклић        |                          |
| Душан Ђорђевић       |                          |
| Мики Глушчевић Ракић |                          |
| Татјана Пајевић      |                          |
| Бранка Петрић        | Маркова супруга          |
| Рас Растодер         |                          |

Остале улоге ▼
| Глумац                | Улога                       |
| --------------------- | --------------------------- |
| Слободан Симоновић    | Гитара                      |
| Мики Сретеновић       |                             |
| Љиљана Стјепановић    | Стрина, Јеленина            |
| Жижа Стојановић       | Жена пијанца                |
| Данило Бата Стојковић | Марко, Николин кум          |
| Анђелија Тодоровић    |                             |
| Сања Узелац           | Певачица, члан групе О Ђила |
| Власта Велисављевић   | Стриц, Јеленин              |
| Миња Војводић         | Мита, конобар               |